# Titelschutz-Journal
Das Titelschutz-Journal ist eine juristische Fachzeitschrift.

## Geschichte
Die Zeitschrift wurde 2002 von der rundy media GmbH, Mainaschaff, als Fachtitel zum Thema Titelschutz sowie für die  Veröffentlichung von Titelschutz-Anzeigen gegründet. Seit Juni 2009 erscheint zudem eine eigenständige Ausgabe für den österreichischen Markt, das Titelschutz-Journal Österreich.
Die deutsche Printausgabe erscheint wöchentlich donnerstags in einer Druckauflage von 3.700 Exemplaren. Zu den Lesern gehören Buch-, Zeitschriften- und Zeitungsverlage, Anwälte und Kanzleien für Marken-, Urheber- und Medienrecht, Medienverbände, Tonträger, Hörfunk-, TV-, Film- und Software-Produzenten, TV- und Radio-Sender sowie Titelschutz-Agenturen.
Das Titelschutz-Journal veröffentlicht Titelschutz-Anzeigen gemäß den § 5 und § 15 des Markengesetzes (MarkenG). Eine solche Anzeige schützt die Titel von Druckschriften (z. B. Bücher, Printmedien), Film-, Ton- und Bühnenwerken sowie Software-Produkten und Websites bereits vor ihrem Erscheinen gegenüber der Verwendung des gleichen oder eines ähnlichen Titels durch eine andere Partei. Um wirksam zu sein, muss die Titelschutz-Anzeige in einem dafür üblicherweise benutzten Medium erfolgen.
Zudem informiert das Titelschutz-Journal über aktuelle Ereignisse und Urteile aus dem Bereich des Marken-, Urheber- sowie Medienrechts. Das Onlineportal enthält darüber hinaus ein Archiv aller Printausgaben sowie eine Titel-Suchmaschine.

## Juristischer Hintergrund
Ein kennzeichnungskräftiger Titel ist bereits mit dem Erscheinen des Werks (Buch, Zeitschrift, Film etc.) geschützt, ohne dass es einer Registrierung oder sonstigen Formalität bedarf. Eine Vorverlegung dieses Schutzes durch eine Titelschutz-Anzeige gibt bereits während der Planungsphase Rechtssicherheit in Bezug auf den Namen des Werks.
Wichtig ist, dass das Werk innerhalb angemessener Frist nach Schaltung der Titelschutz-Anzeige, in der Regel nach fünf bis sechs Monaten, auf den Markt kommt. Ansonsten erlischt der Titelschutz und der Titel wird wieder frei.